# Tipula (Lunatipula) detruncata
Tipula (Lunatipula) detruncata is een tweevleugelige uit de familie langpootmuggen (Tipulidae). De soort komt voor in het Palearctisch gebied.